# Pagode Kyaiktiyo
O Pagode Kyaiktiyo (birmanês:  ကျိုက်ထီးရိုးဘုရား pronunciado [tɕaɪʔtʰíjó pʰəjá] ou ဆံတော်ရှင်ကျိုက်ထီးရိုးစေတီတော်မြတ်), também chamado Rocha Dourada, é um conhecido local de peregrinação Budista no estado de Mon, Birmânia (Myanmar). É um pequeno pagode com altura de 7,3 metros construído no topo de uma pedra de granito coberta com folhas de ouro coladas por seus devotos do sexo masculino.
Segundo a lenda, a própria Pedra Dourada está precariamente empoleirada em uma mecha do cabelo do Buda. A rocha de equilíbrio parece desafiar a gravidade, uma vez que perpetuamente parece estar à beira de rolar colina abaixo. Outra lenda afirma que um sacerdote budista impressionou o rei celestial com seu ascetismo e o rei celestial usou seus poderes sobrenaturais para carregar a rocha até seu local atual, escolhendo especificamente a rocha por sua semelhança com a cabeça do monge. A rocha e o pagode estão no topo do Monte Kyaiktiyo. É o terceiro local de peregrinação budista mais importante na Birmânia, depois do Pagode Shwedagon e do  Pagode Mahamuni.

## Galeria

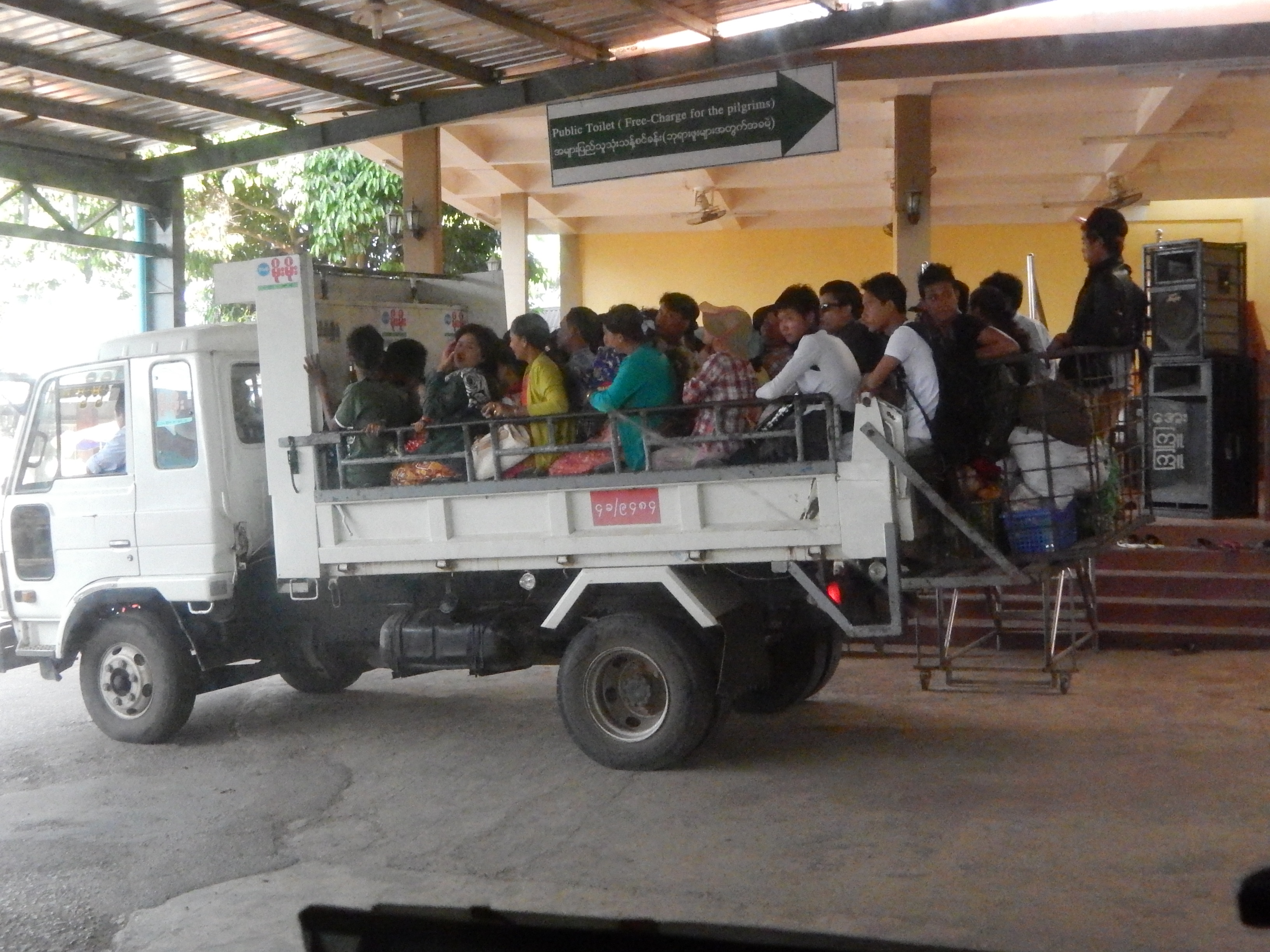
Ônibus na estação base Kyaikhtiyo
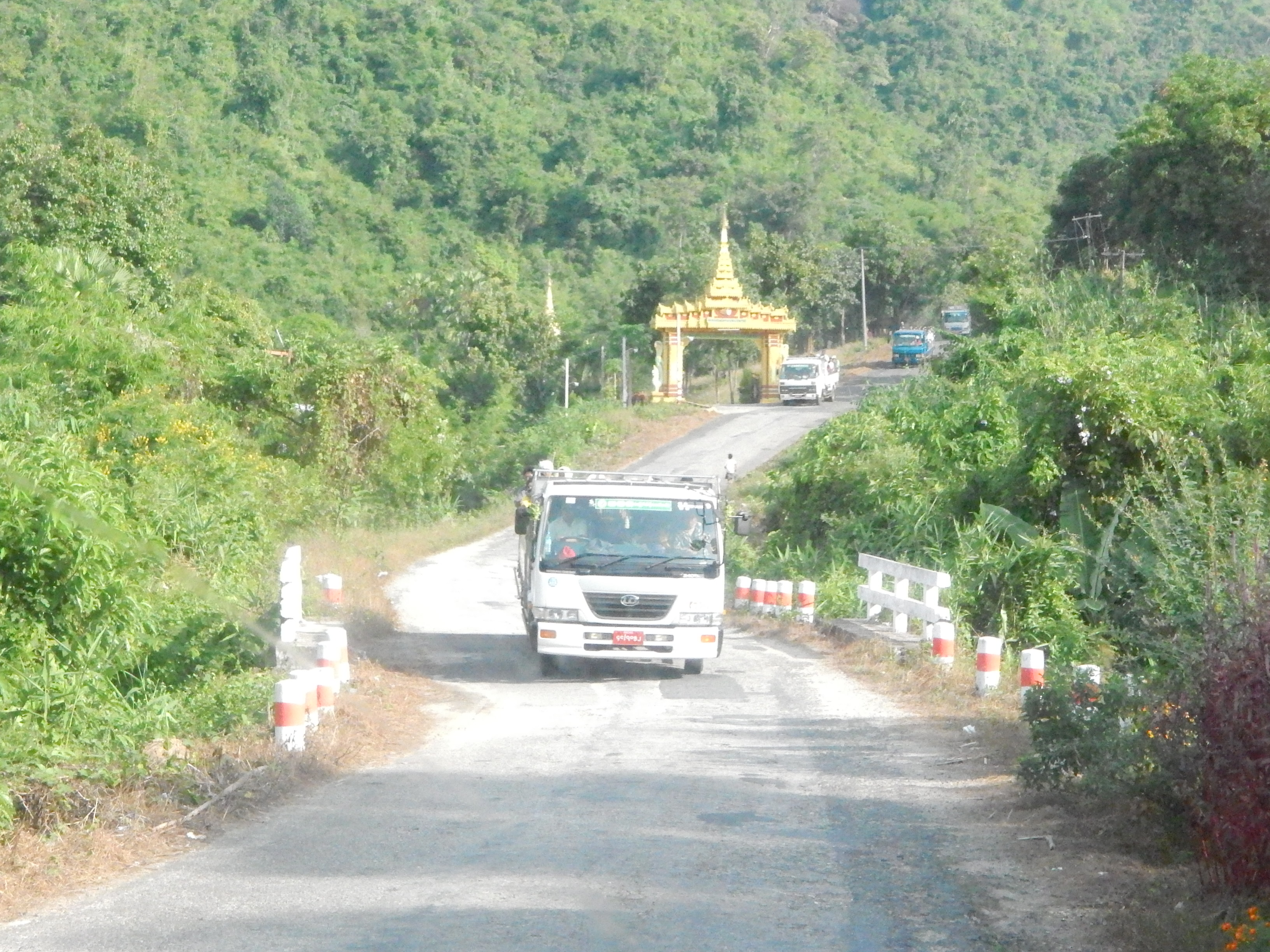
Estrada para a colina
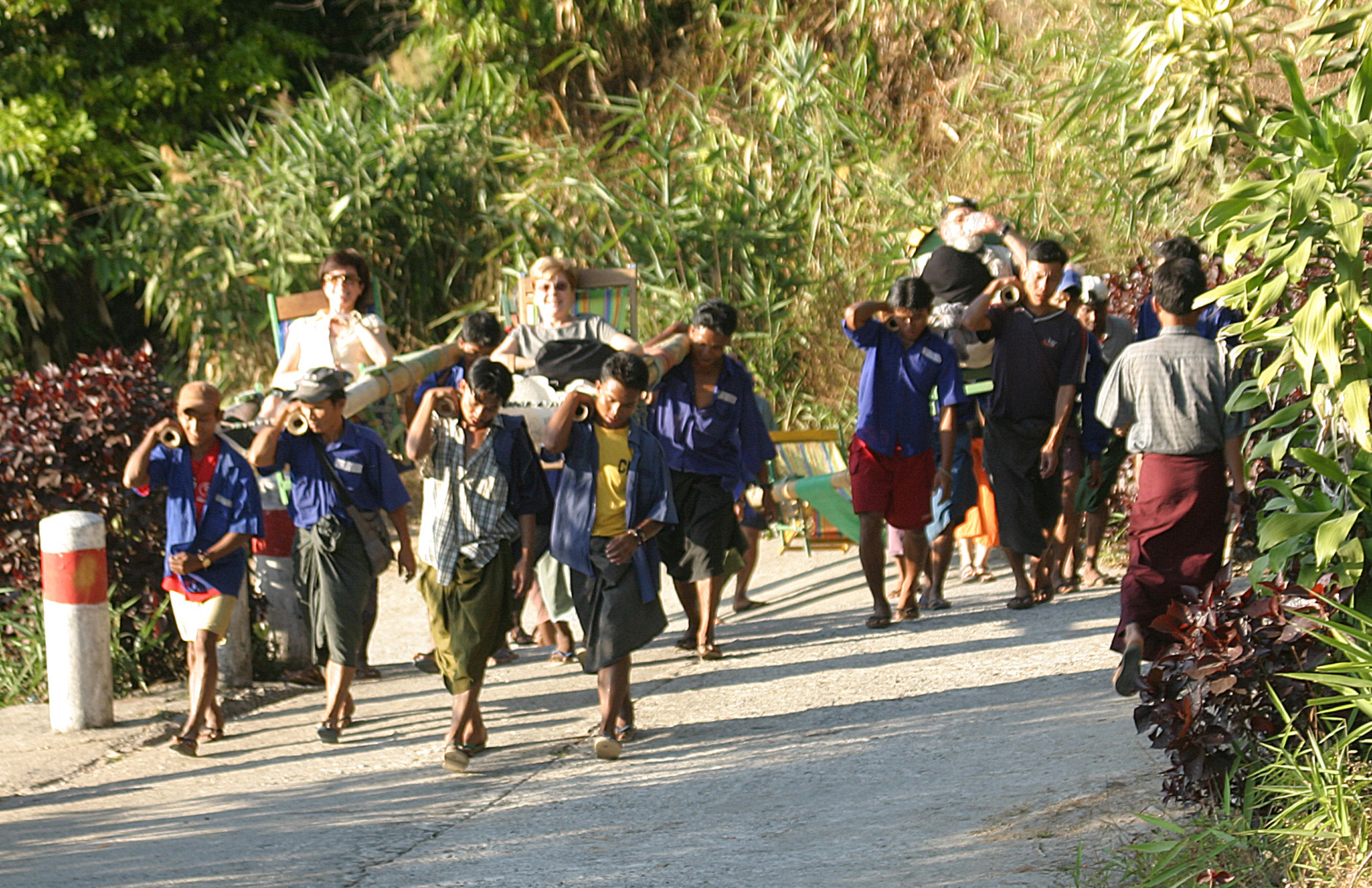
Esteiras para turistas
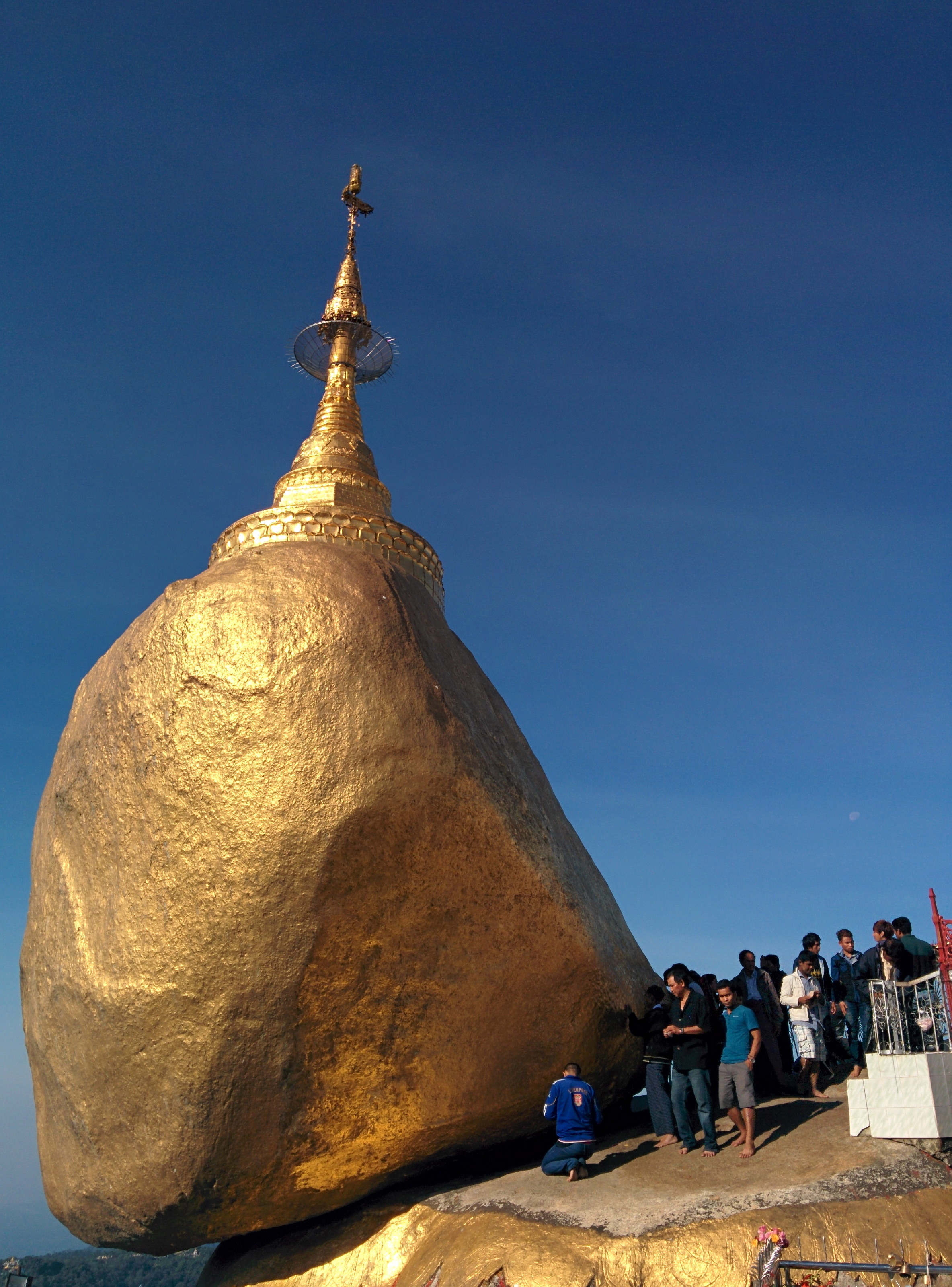
Budistas do sexo masculino adicionando folha de ouro à rocha
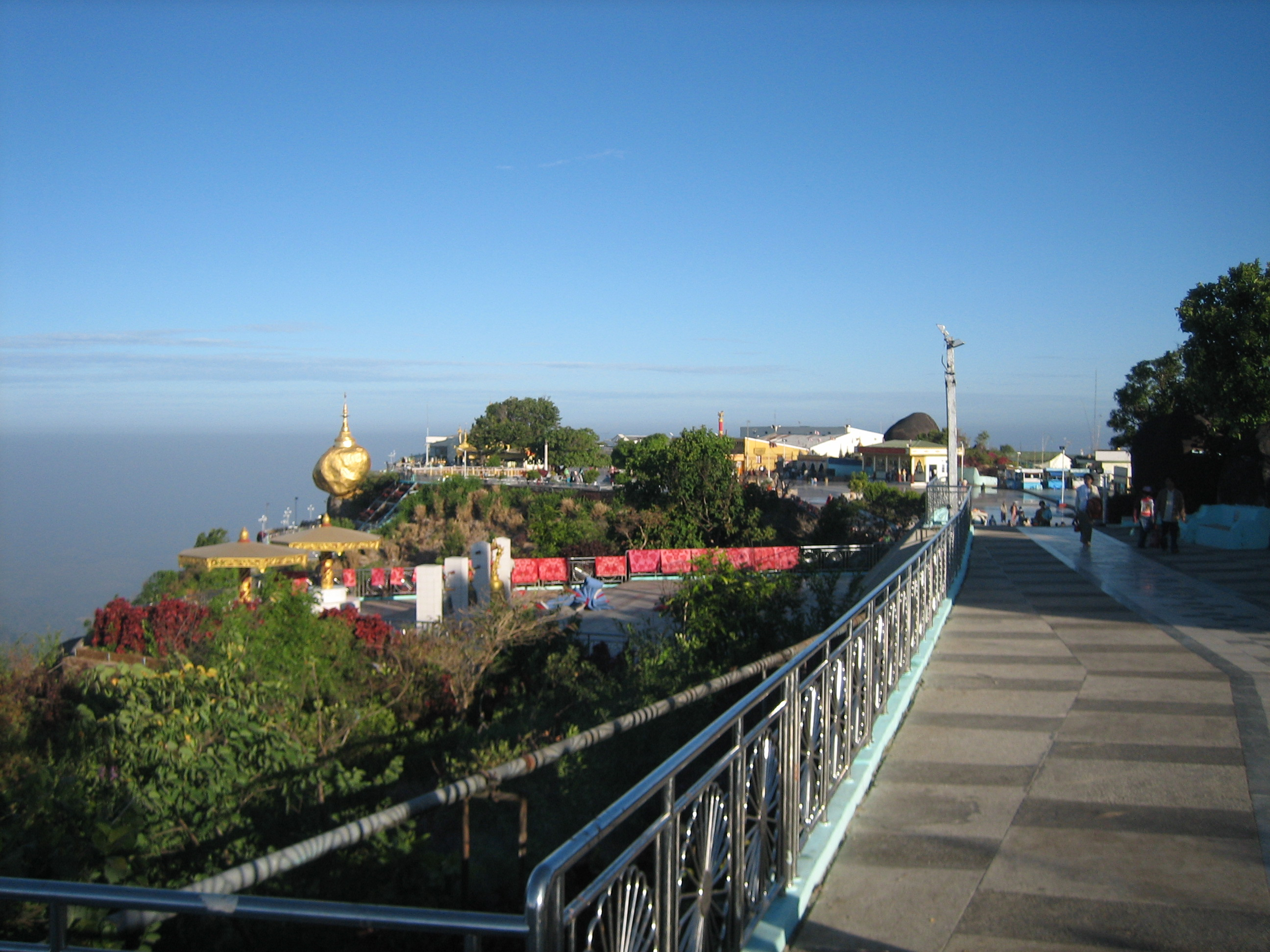
Pedra dourada e recintos do Pagode Kyaiktiyo pela manhã
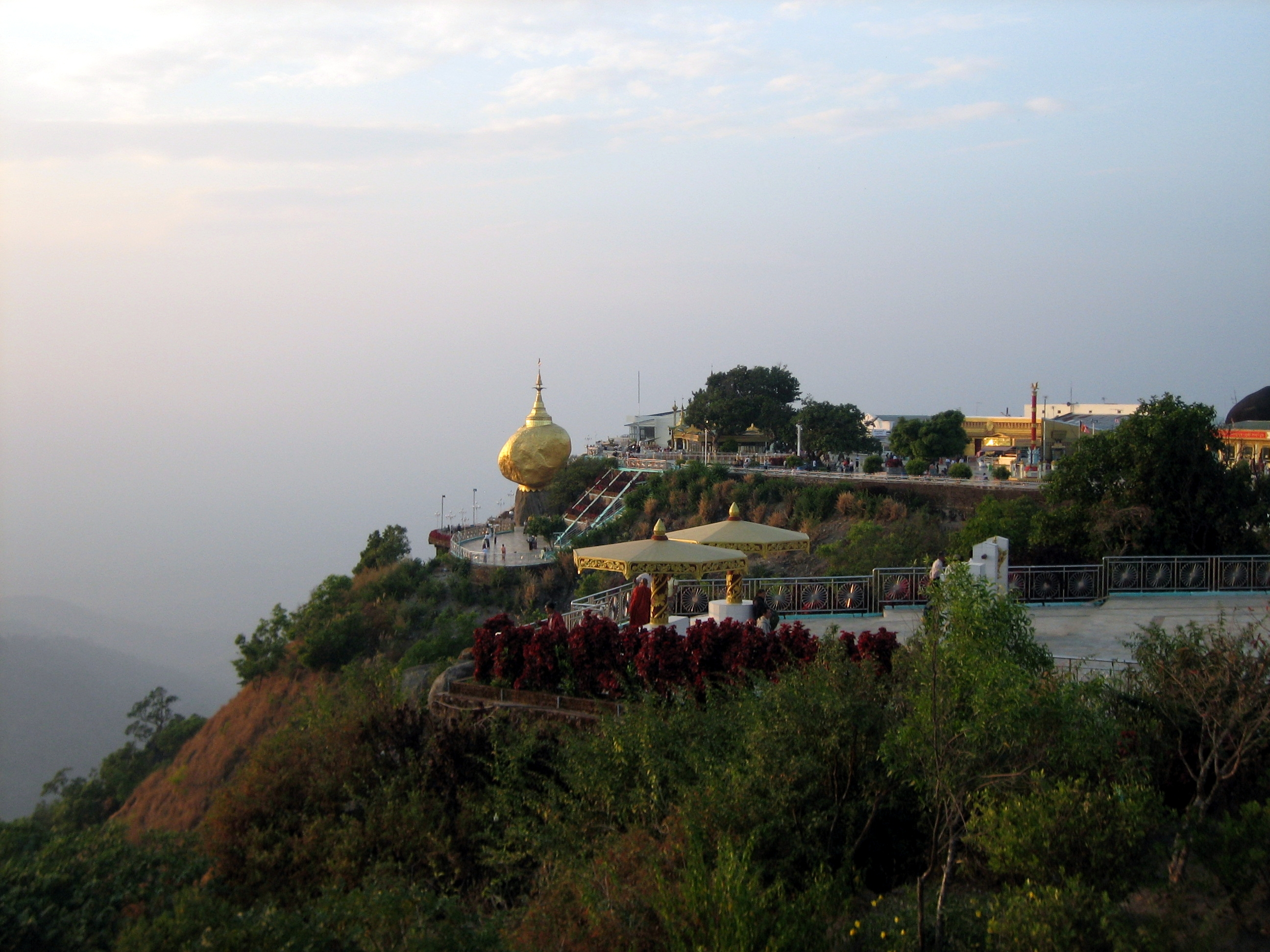
Visão de Kyaiktiyo ao pôr do sol
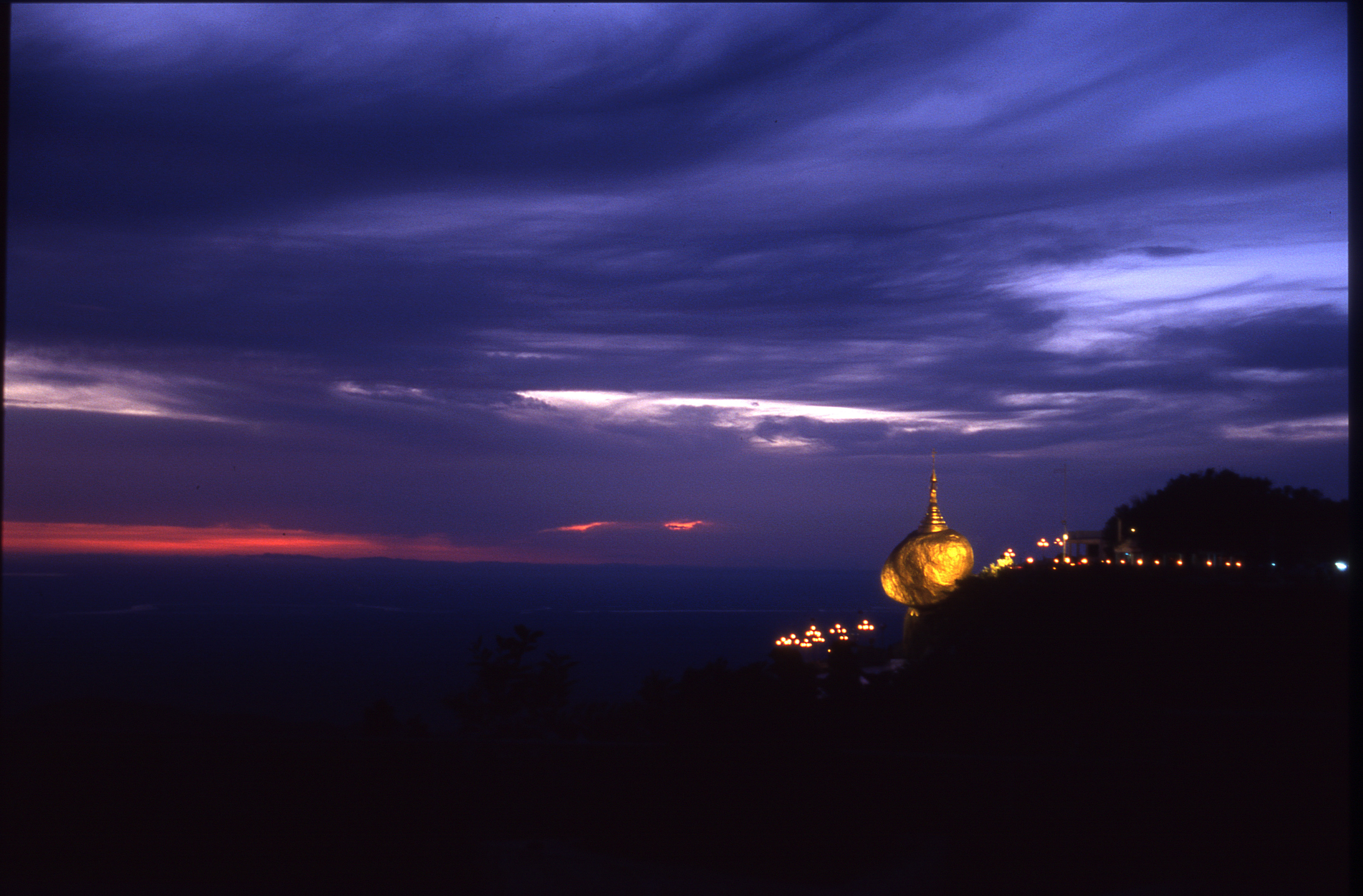
Visão noturna de Golden Rock e do Pagode
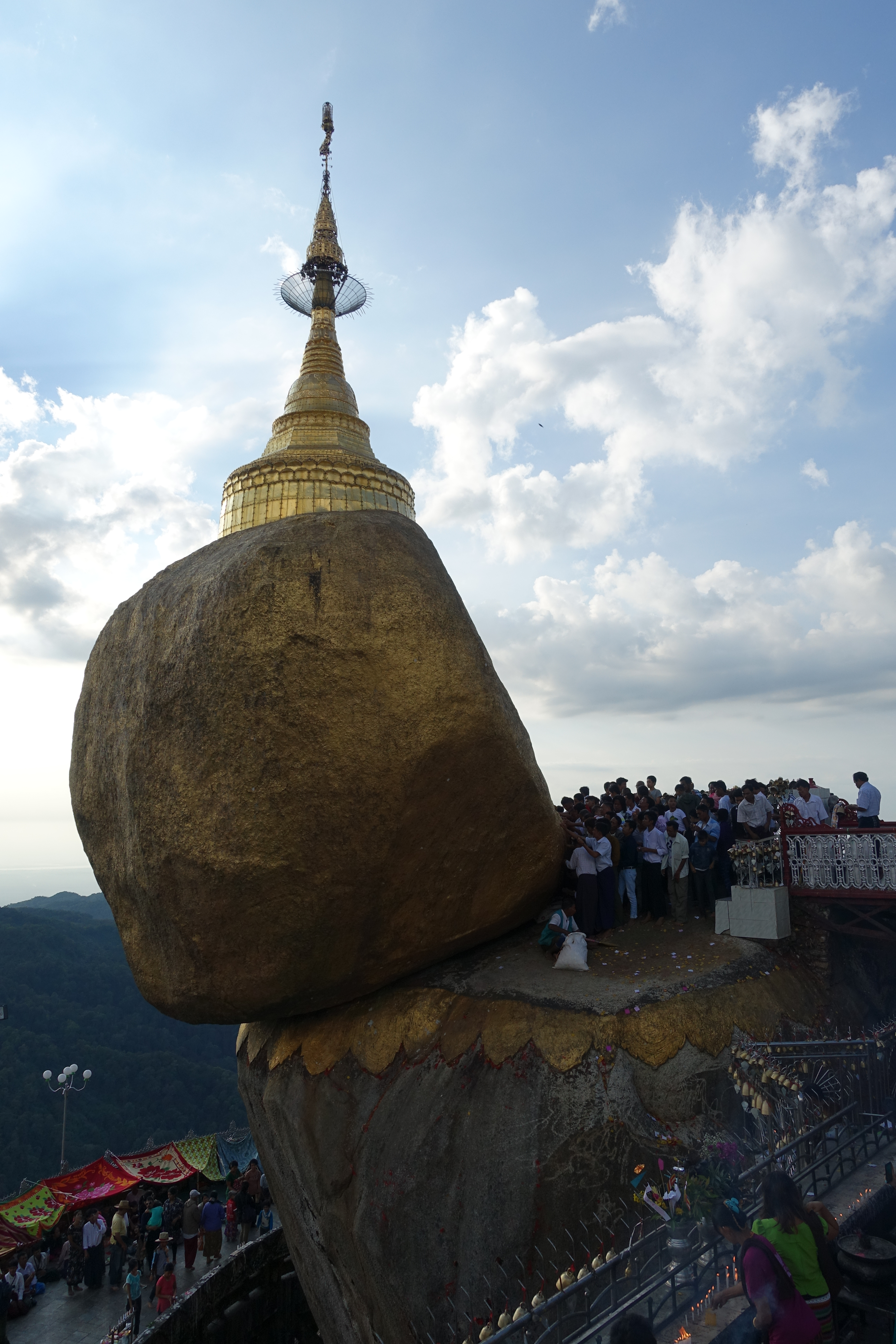
Os budistas do sexo masculino podem colar folhas de ouro na rocha, como um sinal de devoção
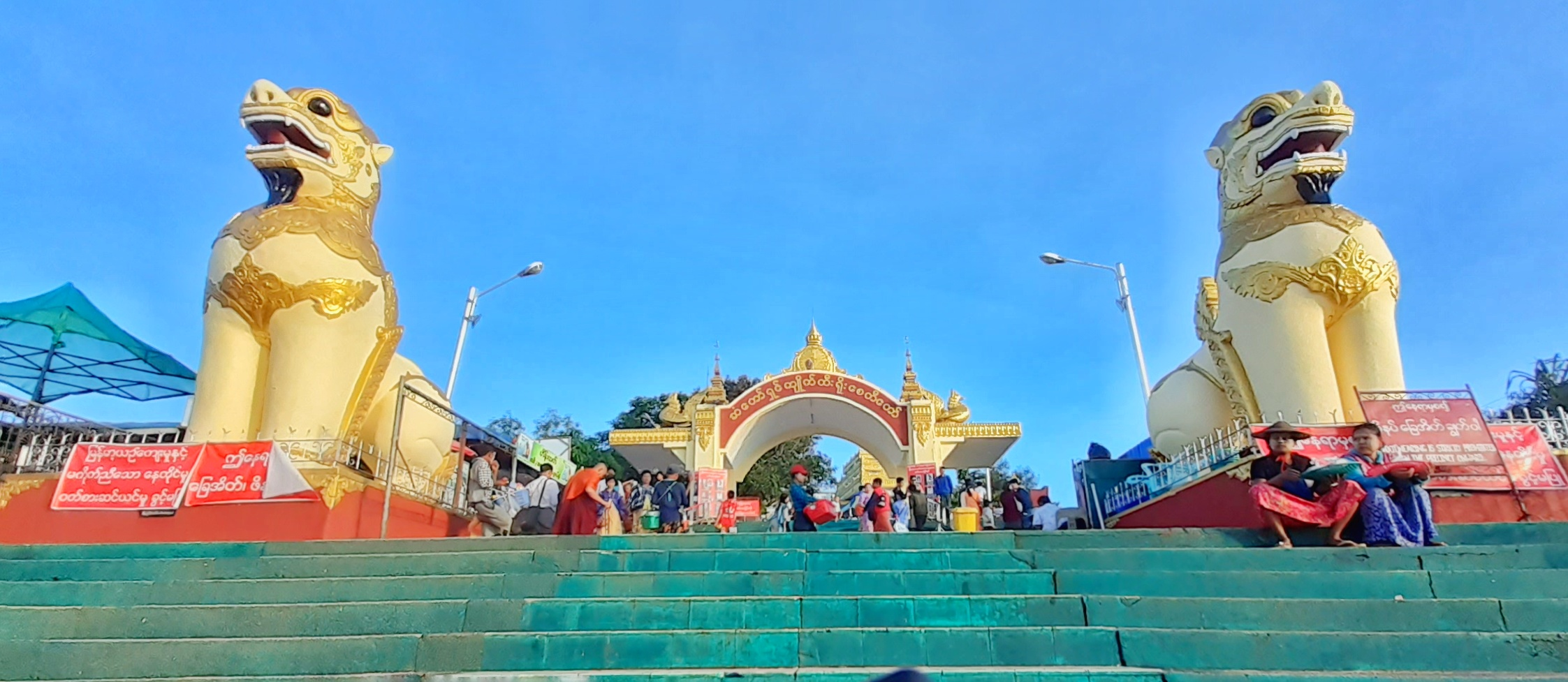
Portão Pagode do de KyaiktiYo (ဆံေတာ်ရှင်ကျိုက်ထီးရိုးစေတီေတာ်၏မုခ်ဝ)

## Etimologia
Na língua mon, a palavra 'kyaik' ( ကျာ ်) significa "pagode" e 'yo' ( ယဵု) significa "carregarna cabeça do eremita". A palavra 'ithi' ( ဣ သိ em Mon (de Pali  ရိ သိ,  risi ) significa "eremita". Assim, 'Kyaik-htiyo' significa " pagode na cabeça de um eremita".

## Lenda
A lenda associada ao pagode é que o Buda, em uma de suas muitas visitas, deu uma mecha de seu cabelo a Taik Tha, um eremita. O eremita, que o prendeu no tufo de cabelo com segurança, por sua vez deu o fio ao rei, com o desejo de que o cabelo fosse guardado em uma pedra no formato da cabeça do eremita. O rei herdou poderes sobrenaturais de seu pai Zawgyi , um proficiente alquimista, e de sua mãe, uma Naga princesa dragão serpente. Eles encontraram a rocha no fundo do mar. Com a ajuda do Budismo Sakra (Thagyamin), o rei do Trāyastriṃśa (Tawadeintha Céu) na cosmologia budista, encontrou o lugar perfeito em Kyaiktiyo para localizar a rocha dourada e construir um pagode, onde o fio foi consagrado. É esse fio de cabelo que, segundo a lenda, impede que a pedra tombe morro abaixo. O barco, que servia para transportar a rocha, virou pedra. Isso também é adorado por peregrinos em um local a cerca de 300 metros da rocha dourada. É conhecido como o Pagode Kyaukthanban ou stupa (significado literal: stupa de barco de pedra).

As lendas também mencionam que os peregrinos que realizam a peregrinação caminhando do acampamento base de Kinpun três vezes consecutivas em um ano serão abençoados com riqueza e reconhecimento.

## Geografia
O pagode está localizado próximo a Kyaikto no estado Mon na parte norte da costa da região de Tenasserim. A Rocha Dourada está numa altitude de 1.100 metros acima do nível médio do mar, no topo da colina Kyaiktiyo (também conhecida como colinas Kelasa ou montanhas Yoma orientais); é no cume Paung-laung das montanhas orientais de Yoma. Está a uma distância de 210 km de Yangon e 140 metros ao norte de Moulmein, capital do Estado de Mon.
A aldeia Kinpun, situada{ 16 km está na base do Monte. Kyaiktiyo. É o mais próximo do Pagode Kyaiktiyo. De Kyaiktiyo, a trilha a pé ou estrada começa para a Pedra Dourada. Nesta abordagem, existem inúmeros blocos de granito na montanha, empoleirados em condições precárias. Perto do topo da montanha, há dois grandes leões guardando a entrada do Pagode Kyaiktiyo. A partir deste local, conhecido como Yatetaung (o último ponto de tráfego de veículos), os peregrinos e visitantes devem subir descalços até a Pedra Dourada, após deixarem seus calçados para trás, conforme  costume birmanês. A trilha pavimentada da montanha, construída em 1999, a partir do terminal de ônibus em Yatetaung, é ao longo de uma seção empoeirada com quiosques em ambos os lados e a subida de 1200 metros até a Rocha dourada é dura e leva cerca de uma hora para chegar. From the base camp at Kinpun, the hiking trek to the pagoda is about 11 quilômetros (6,8 mi) and many devotees do this trek as part of the pilgrimage rites. Existem também muitos templos e pagodes, que foram construídos recentemente em outras colinas nas proximidades do Pagode Kyaiktiyo, que são visitados por peregrinos e turistas em trilhas a pé.

## Estruturas
A pedra, que brilha como ouro é popularmente conhecida como Pedra Dourada, e na qual o pequeno Pagode Kyaiktiyo foi construído, tem cerca 25 metros de altura e uma circunferência de 50 metros. O Pagode acima da rocha tem cerca de 7.3 metros de altura. A rocha fica em uma plataforma de rocha natural que parece ter sido formada naturalmente para servir de base para a construção do pagode. Esta rocha de granito encontra-se em um plano inclinado e a área de contato é extremamente pequena. A rocha dourada e a mesa de rocha sobre a qual está apoiada são independentes uma da outra; a rocha dourada tem uma saliência de metade de seu comprimento e está situada na extremidade extrema da superfície inclinada da rocha. Há uma queda vertical na face da rocha, para o vale abaixo. Uma forma de lótus é pintada em folha de ouro, circundando a base da rocha. Parece que a rocha vai desabar a qualquer momento. Uma escada leva ao complexo de pagode que abriga várias plataformas de observação, pagodes, santuários de Buda e de Nats (espíritos adorados na Birmânia em conjunto com os santuários budistas. No entanto, a Pedra Dourada é a principal atração para os peregrinos que fazem orações e também colam folhas douradas na pedra em reverência. A uma curta distância, há um círculo de gongos com quatro estátuas de nats e anjos no centro.
Uma praça principal próxima à rocha dourada possui diversos estabelecimentos que lidam com apetrechos religiosos para adoração e oferendas feitas pelos peregrinos. Adjacente à área da praça está a aldeia Potemkin, onde restaurantes, lojas de presentes e casas de hóspedes estão localizados. Um novo terraço foi construído em um nível inferior, de onde os visitantes podem ter uma boa visão da rocha e do pagode.

## Peregrinação
O Pagode Kyaiktiyo ou Golden Rock se tornou uma peregrinação popular e também atração turística. No auge da temporada de peregrinação, de novembro a março, uma atmosfera de devoção é testemunhada no pagode Kyaikhtiyo. Enquanto a rocha dourada brilha em diferentes tons do amanhecer ao anoitecer (a visão ao amanhecer e ao pôr do sol é única), os cantos dos peregrinos reverberam no recinto do santuário. O acendimento de velas, meditação e oferendas ao Buda continua durante a noite. Os homens atravessam uma ponte sobre um abismo para afixar folhas douradas (em forma de quadrado) na face da Pedra Dourada, em profunda veneração. No entanto, as mulheres não podem tocar na rocha, portanto não podem cruzar a ponte. Peregrinos visitam o pagode, de todas as regiões de Mianmar; alguns turistas estrangeiros também visitam o pagode. Até mesmo pessoas com deficiência que são devotos fiéis de Buda visitam o pagode, subindo a trilha com muletas. Os idosos, que não conseguem escalar, são carregados em macas por carregadores até o Pagode para oferecer orações aos Buda. O dia de lua cheia de Tabaung em março, é uma ocasião especial para os peregrinos que visitam o santuário. Neste dia, a plataforma do pagode é iluminada com noventa mil velas como oferenda reverencial ao Buda. Os devotos que visitam o pagode também oferecem frutas, comida e incenso ao Buda.